# 風戸元愛
風戸 元愛（かざと もとちか、1888年（明治21年）4月20日 - 1975年（昭和50年）9月22日）は、日本の政治家。元茨城県水戸市長（2期）。

## 来歴
千葉県出身。東京商科大学卒業。茨城県農工銀行頭取を経て、水戸市会議員になり、議長に就任する。議長在職中の1946年、市会から水戸市長に推され、就任する。翌1947年の市長選挙に立候補し、当選する。しかし、同年公職追放となり、半年で市長の座を追われることになった。